# Bertrand Meyer
Pour les articles homonymes, voir Meyer.
Bertrand Meyer (né le 21 novembre 1950 à Paris) est le créateur du langage de programmation orienté objet Eiffel.

## Biographie
Ancien élève du lycée Jacques Decour, il fait ses études à l'École polytechnique (Promotion 1969) et à l'université Stanford. Puis, tout en travaillant en France (chez EDF), il s'intéresse particulièrement aux types de données abstraits (voir Méthodes de programmation dans la bibliographie).
Il s'installe aux États-Unis au début des années 1980. Ayant conçu le langage Eiffel à la suite de l'apparition de la programmation orientée objet, il fonde en 1985 sa société de services informatiques, ISE (pour Interactive Software Engineering) renommée ensuite Eiffel Software. Dans un premier temps, il n'utilisera le langage qu'il a conçu que comme un outil interne pour la réalisation de logiciels. Le langage sera ensuite rendu public et sa société lui permettra de le promouvoir et de le développer.
Bertrand Meyer publie, durant sa carrière, plusieurs ouvrages consacrés à l'informatique théorique ainsi qu'au langage Eiffel et des articles dans de nombreuses revues. Entre autres activités, il est professeur de génie logiciel à l'École polytechnique fédérale de Zurich de 2001 à 2016. Il participe à de nombreuses conférences, est coéditeur du magazine L'objet. Il a reçu de nombreux prix tels que le Software System Award de l'ACM, le prix Harlan Mills de l'IEEE, le prix Dahl-Nygaard de la technologie objets, ACM Fellow. Il tient un blog sur les sujets de génie logiciel et d'enseignement.
Sa réflexion théorique sur l'informatique en a fait une personnalité reconnue dans le monde de la programmation orientée objet et du génie logiciel. Il n'est pas rare de le voir cité comme une référence dans des ouvrages traitant de ce sujet.
Il est membre fondateur de l'Académie des technologies (2000). 
Depuis de nombreuses années, Meyer s'intéresse aux questions de politique de recherche et d'éducation et a été le président fondateur (2006-2011) d'Informatics Europe, l'association des départements européens d'informatique.

## Ouvrages
- Conception et Programmation orientées objet, Eyrolles
- Object-oriented software construction
- Introduction a la théorie des langages de programmation, InterEditions, 1992
- Tools 2. Technology of Object-Oriented Languages and Systems
- Méthodes de programmation, Eyrolles, coll. Études et Recherches d’EdF, 1978
- Eiffel, le langage, 1994  (ISBN 2-7296-0525-8)